# Kerry beagle
Le kerry beagle est une race de chiens originaire d'Irlande. Dans son pays d'origine, on l'appelle aussi pocadan. Non reconnu par la Fédération cynologique internationale (FCI), il s'agit d'un chien courant qui fut utilisé pour la chasse au cerf mais qui est désormais plus utilisé pour la chasse au lièvre.

## Historique
Il s'agit d'une des plus anciennes races irlandaises ; le kerry beagle pourrait descendre du southern hound ou de vieilles races celtiques. La grande famine de 1847 décima les populations de kerry beagle.